# Centro Arte Alameda
Centro Arte Alameda - Sala CEINA es un cine ubicado en Arturo Prat #33, en el centro de Santiago de Chile. Con ya más de 30 años de trayectoria, se dedica principalmente a la exhibición de películas, considerando también en su programación eventos musicales, obras de teatro, lanzamientos de libros, shows de comedia, entre otras iniciativas culturales.

## Historia

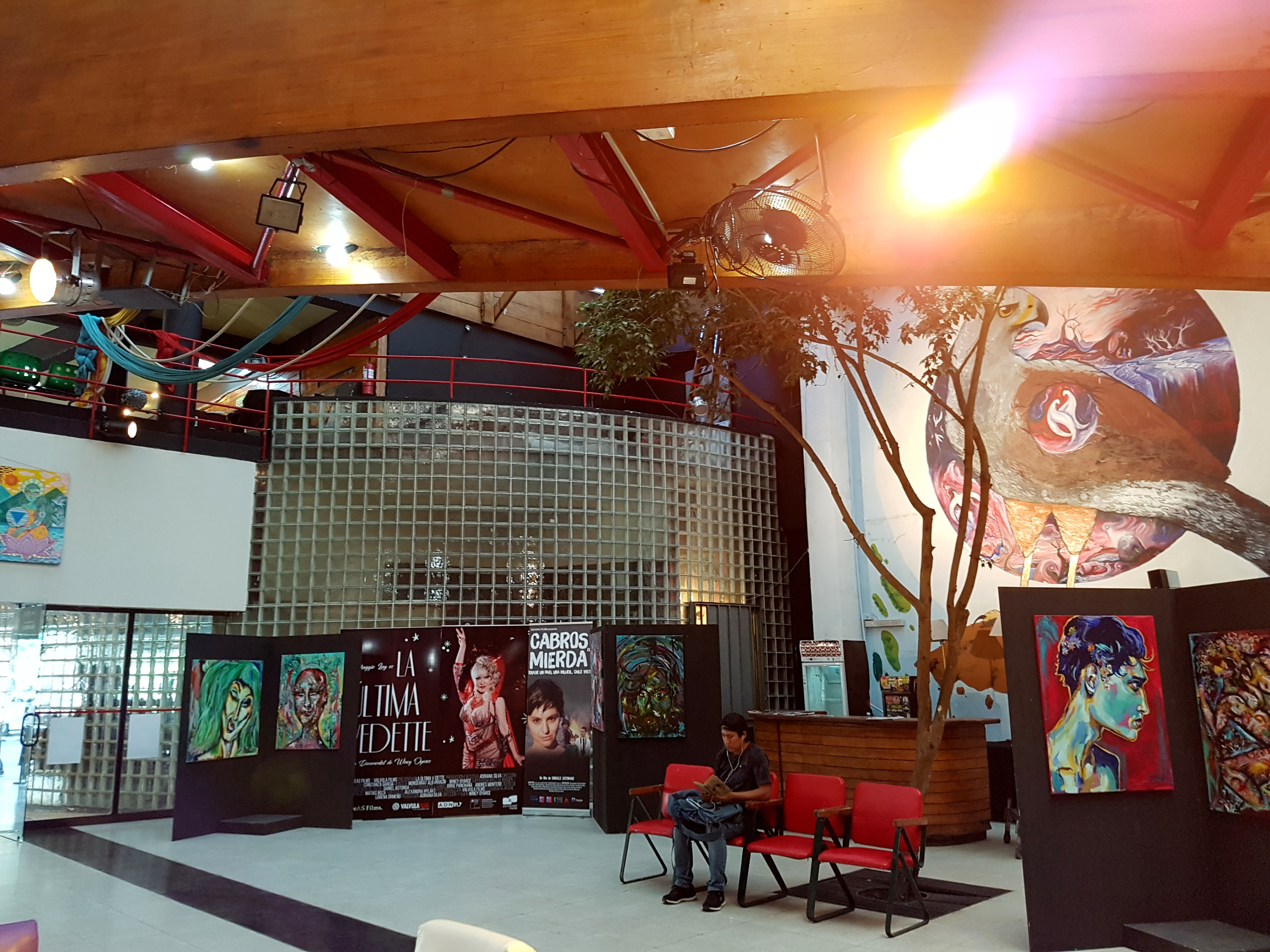
Vestíbulo del centro cultural en 2017.

Fundado en 1992 como Cine Arte Alameda, contaba con una sala de cine de 300 butacas y un microcine de 27 butacas, orientados principalmente a la proyección de cine arte nacional e internacional, incluyendo muchas producciones no disponibles dentro de la cartelera de los cines comerciales de la ciudad. Hasta 1991, en el mismo edificio había funcionado la Sala Normandie, la que se había trasladado a otro recinto en calle Tarapacá.
El centro cultural se convirtió, desde su creación, en un espacio liberal y de vanguardia. Fue el primero en proyectar La última tentación de Cristo, película célebre al ser el centro del caso judicial que terminaría con la censura cinematográfica previa, vigente hasta 2001 en el país. Fue, también, el primer centro cultural en Chile en realizar ciclos de películas de orientación LGBT.
En ocasiones, el recinto fue utilizado para conciertos, presentaciones en vivo y ferias. En 2003 se inauguró el espacio «El Living» en el segundo piso, quedando destinado para la realización de eventos musicales en vivo. También contaba con el Café Arte Alameda y una galería artística en su hall.

### Protestas de 2019 e incendio
Durante las protestas de 2019, el Centro Arte Alameda presenció algunos de los enfrentamientos más serios entre manifestantes y carabineros, debido a su ubicación a pocos metros de Plaza Baquedano. El Centro permitió el uso de parte del recinto como refugio para heridos por la acción policial y se habilitó un punto de atención de primeros auxilios del SAMU (Servicio de Atención Médica de Urgencia). Pese a los disturbios, el centro cultural intentó mantener su funcionamiento regular exhibiendo películas; en tanto, más de 600 personas fueron atendidos por diversos tipos de heridas. Pese al uso del recinto como centro de salud, en algunas ocasiones el edificio recibió bombas lacrimógenas y perdigones lanzados por carabineros cuando manifestantes se escondían dentro del recinto.
El 27 de diciembre de 2019 se declaró un incendio en el Centro Arte Alameda, mientras se registraba uno de los enfrentamientos más duros entre manifestantes y carabineros. En pocos minutos, el incendio se extendió por el resto del centro cultural, quemándolo en su totalidad. Los espectadores de las funciones pudieron ser evacuados sin problemas, no registrándose heridos. La administración del centro cultural ha declarado en varias oportunidades que la causa del incendio habría sido una bomba lacrimógena lanzada por carabineros a la azotea del recinto. El gobierno, sin embargo, evitó referirse a las causas del incendio. Sin embargo de acuerdo a investigaciones y peritos de bomberos, se descartaría que una bomba lacrimógena fuese la causante del incendio en el recinto, desacreditando así la versión entregada por la administración del cine.
El centro recibió diversas muestras de apoyo de cineastas y otros espacios culturales. Consuelo Valdés, ministra de las Culturas, Artes y Patrimonio, comprometió el apoyo de su cartera para la reconstrucción del recinto a la brevedad.